# アイワン・エ・サドル
アイワン・エ・サドル（ウルドゥー語: ایوانِ صدر, ラテン文字転写: Aiwan-e-Sadr; 英語: Presidential Palace）は、パキスタン大統領の官邸及び公邸。

## 歴史
アイワン・エ・サドルは1970年に建設が開始され、6代大統領ムハンマド・ジア＝ウル＝ハク政権下の1981年に完成した。しかしながらハク大統領はアイワン・エ・サドルで執務・住居にすることはなく、代わりにラーワルピンディのジェラム通りにある陸軍住宅に住んだ。
アイワン・エ・サドルに最初に入居したのは第7代大統領のグラーム・イスハーク・ハーンである。カーンを皮切りに第10代大統領であるパルヴェーズ・ムシャラフを除いた第8代大統領ファールーク・ラガーリー、第9代大統領ムハンマド・ラフィーク・ターラル、第11代大統領アースィフ・アリー・ザルダーリー、第12代大統領マムヌーン・フセイン、そして現在は第13代大統領にして現職のアリフ・アルヴィが入居している。

## 建物内
アイワン・エ・サドルには大統領執務室、大統領家族の住居がある他に、庭園にはさまざまな種類の木や花、動物園や噴水など、ムガル帝国の庭園に基づいた設計が施されている。